# Synchronizované plavání na Letních olympijských hrách 1988
Synchronizované plavání na Letních olympijských hrách 1988.

## Medailistky
| Soutěž        | Zlato                                           | Stříbro                                                          | Bronz                                          |
| ------------- | ----------------------------------------------- | ---------------------------------------------------------------- | ---------------------------------------------- |
| Jednotlivkyně | Carolyn Waldo · Kanada (CAN)                    | Tracie Ruizová · Spojené státy americké (USA)                    | Mikako Kotani · Japonsko (JPN)                 |
| Dvojice       | Kanada (CAN) · Michelle Cameron · Carolyn Waldo | Spojené státy americké (USA) · Karen Josephson · Sarah Josephson | Japonsko (JPN) · Mikako Kotani · Miyako Tanaka |

## Přehled medailí
| Pořadí | Země                         | Zlato | Stříbro | Bronz | Celkově |
| ------ | ---------------------------- | ----- | ------- | ----- | ------- |
| 1.     | Kanada (CAN)                 | 2     | 0       | 0     | 2       |
| 2.     | Spojené státy americké (USA) | 0     | 2       | 0     | 2       |
| 3.     | Japonsko (JPN)               | 0     | 0       | 2     | 2       |
| Celkem | Celkem                       | 2     | 2       | 2     | 6       |